# Regimiento de Infantería n.º 12 "Sangra"
El Regimiento de Infantería N.º 12 "Sangra" del Coronel José Luis Araneda Carrasco es una unidad perteneciente a la III División de Montaña, tiene su guarnición en la ciudad de Puerto Varas. 

## Historia de la creación del regimiento N° 12 Sangra
En 1901 fue creada como: Compañía de infantería montada "O'higgins" en la ciudad de Puerto Montt, se designó como comandante de compañía al sargento mayor: Belisario García Martínez. (D/S. N° 1.152 del 6 de agosto de 1901 - D/S. 29 de agosto de 1901).
Se disuelve esta unidad producto de la modernización del Ejército (D/S. N° 1.514 del 8 de octubre de 1903. D/O. 16 y 22 de octubre de 1903).
En 1909 se crea el regimiento de infantería N° 15 "Llanquihue" (D/S. N° 842 del 9 de junio de 1909 D/O. 30 de junio de 1909).
Para la construcción de esta dependencia la familia alemana Tinhel, le cedió un terreno ubicado en la calle: Ejército, de la ciudad de Puerto Montt. (Ruiz Campos, Juan: “Melipulli del recuerdo”, Ediciones polígono, Puerto Montt, 1995, ISBN 978-956-7534-02-9, pp 135- 140)
Con el tiempo fue cambiando de nombre, según las órdenes de los Decretos Supremos que se detallaran a continuación:
Con el D/S N° 903 del 26 de marzo de 1930, paso a constituirse como el regimiento de infantería N° 10 Lautaro, y es ordenado a disolverse según el D/S N° 2743 del 10 de noviembre de 1931.
Con el D/S N° 563 del 28 de abril de 1933, se organizó como Grupo de ingenieros N° 3 Concepción y es ordenado a disolverse según el D/S N° 1769 del 30 de septiembre de 1937.
Después de cumplirse estos mandatos anteriormente mencionados, se fija según el D/S N° 2003 del 10 de noviembre de 1937, por orden del presidente de la República Don Arturo Alessandri Palma, dicta la organización del Regimiento de Infantería N° 12 Sangra, que dependerá de la IV División de Ejército con guarnición en la ciudad de Puerto Montt.
Se modifica el nombre del regimiento según D/S N° 180 del 25 de enero de 1938, pasa a denominarse: Regimiento de infantería de llanura N° 12 Sangra del General Marcia Pinto Agüero. De esta forma el Ejército le brinda al regimiento, un patrono que destacó por su desempeño como militar en la Guerra del Pacífico (1879-1882).
Se modifica la denominación del regimiento según D/S 168 del 10 de julio de 1958, pasa a llamarse: Batallón de infantería N° 12 Sangra, después se rectifica la denominación según D/S 213 del 17 de agosto de 1962, pasa a denominarse: Regimiento de infantería de llanura N° 12 Sangra. 
Se rectifica la denominación de la unidad dispuesta por Orden Comando N° 6030/ 113/ 234 del 21 de julio de 1981, dicta suprimir la denominación de llanura para quedar como: Regimiento de Infantería N° 12 Sangra.
En el año 1992, el Regimiento necesita contar con mejores terrenos para la instrucción y así no afectar a la vida cotidiana de la ciudad de Puerto Montt, el capitán general Augusto Pinochet Ugarte, decidió trasladar el cuartel a la ciudad de Puerto Varas a orillas de la carretera en donde antiguamente existía un establecimiento escolar, lo que era conocido como cuartel N° 2 del Regimiento Sangra. (Ortega Prado, Rodolfo: Presencia militar en la provincia de Llanquihue 1901-2001, Imprenta Austral, Temuco, 2001. pp. 61)
A contar del 1 de enero del 2004, el regimiento dependerá de la III División de Ejército.
El 28 de diciembre del 2007, se cambia el patronímico al coronel José Luis Araneda Carrasco
A contar del 15 de diciembre del 2011, el regimiento dependerá de la II División de Ejército.
Se modifica el nombre del regimiento, el 28 de octubre del 2015, pasa a denominarse Regimiento N° 12 Sangra.
A contar del 28 de diciembre de 2015, el regimiento dependerá de la III División de montaña.

## Formación
Está formado por:
- Batallón de Infantería Motorizada liviana N° 12 "Sangra".
- Compañía de morteros

## Himno Regimiento  N° 12 Sangra
Letra: Capitán (S) Julio Bazán González.
Música: Sargento 1ero Eduardo Stuardo.
- CORO

Para anunciar la victoria
de Sangra en la Serranía,
vibró el clarín de la gloria;
Araneda el Capitán, dio pruebas que tenía 
un corazón, un corazón, un corazón de titán.
Aún vibran los rugidos del Combate
del Sangra; los ámbitos retumba
la fama del chileno no se abate
por dar gloria a su patria, aunque sucumba.
Conservemos sus brillantes tradiciones
y en honrarlas seamos los primeros
defendiendo con valor nuestros pendones
al igual que el heroico Pinto Agüero.
José Luis Araneda fue el valiente
que en la sierra, lejana y bravía
desafío por su Patria hasta la muerte
al frente de su heroica Compañía.
- Coro

Para anunciar la victoria
de Sangra en la Serranía,
vibró el clarín de la gloria;
Araneda el Capitán, dio pruebas que tenía 
un corazón, un corazón, un corazón de titán.

Julio Aguirre, Luciano, Recuerdos del Regimiento de Infantería N° 12 Sangra, del General Marcial Pinto Agüero en el día de su 4° aniversario, Memorial del Ejército de Chile N° 177, Estado Mayor General del Ejército, Santiago, 1941, pp 917-918